# 名氣通

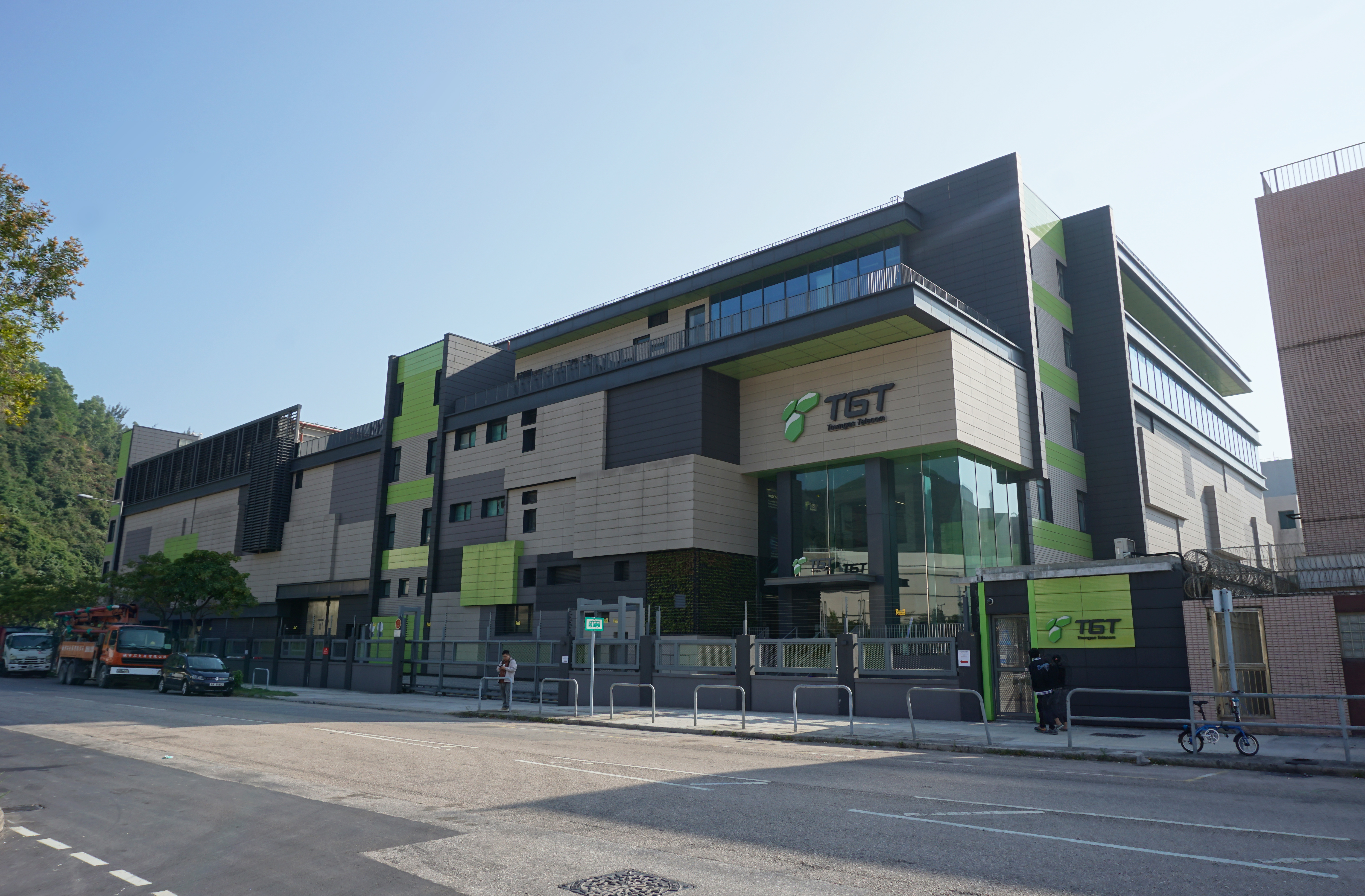
香港2號數據中心

名氣通電訊有限公司（簡稱名氣通；英語：Towngas Telecommunications Company Limited，簡稱TGT），是香港中華煤氣有限公司的全資附屬機構，成立於2004年。名氣通為中立電訊基建供應商，並持有香港固網電訊營運牌照，利用歐洲煤氣管道光纖技術（GIG；Glass-In-Gas）和煤氣公司超過三千五百公里的輸氣設施為電訊營運商和大型企業提供電訊基建及商用網絡服務。 
名氣通於2007年進入內地市場，以“同溝共建”（GAG；Glass-Along-Gas）方式，為電訊營運商和廣播機構等提供環保電訊基建服務。
名氣通在香港及內地建有七座數據中心，分別在香港新蒲崗、香港將軍澳、廣東東莞、山東濟南，遼寧大連、黑龍江哈爾濱及上海。計劃未來3年投資4億美元在大中華地區興建多3個數據中心
名氣通電訊与阿里巴巴集团的阿里雲合作开展數據中心业务。
香港寬頻夥名氣通拓光纖網絡覆蓋及雲端服務。